# Riu de Montsant
El riu de Montsant neix al terme d'Ulldemolins, de la confluència del riu de Prades i el riuet del Teix. Després travessa per la part nord la serra de Montsant i el parc natural del mateix nom, deixant de banda l'ermita de Sant Bartomeu i alimentant el pantà de Margalef abans de desembocar al riu de Siurana a l'alçada del Lloar, sense sortir mai de la comarca del Priorat. Abans havia estat àrea de pesca intensiva de truita i albergava colònies de cranc de riu ibèric. Les inundacions dels anys 80 van afectar força la llera del riu, que en bona part encara no s'ha regenerat. El riu de Montsant travessa ponts medievals a la rodalia de Cabassers i a la Vilella Baixa.
El pas d'Ascó és un gual al riu de Montsant, al camí que va cap a la Torre de l'Espanyol des de Cabassers, i dintre del terme municipal d'aquest darrer. Es troba a l'antic camí que duia cap a la Ribera d'Ebre, i el gual servia per salvar el corrent del riu i poder fer l'ascensió cap al racó dels Colls i el coll de la Torre, per entrar ja al terme d'aquella població riberenca.

## Afluents
- Riu de Prades
- Riuet del Teix
- Barranc dels Pèlags
- Riu d'Escaladei